# رود (فیلم ۱۹۹۷)
رود (چینی: 河流) فیلمی به کارگردانی تسای مینگ-لیانگ است که در سال ۱۹۹۷ منتشر شد. از بازیگران آن می‌توان به ان هوی اشاره کرد.